# Henrik Fagerli Rukke
Henrik Fagerli Rukke (20 oktober 1996) is een Noorse langebaanschaatser. De 500m en 1000m zijn de afstanden die de Noor het beste liggen. Zo werd hij in 2019 derde op het EK sprint in Collalbo.
Fagerli Rukke is de jongere broer van de eveneens schaatsende Christoffer Fagerli Rukke.

## Persoonlijke records
| Afstand    | Tijd    | Datum            | Baan           |
| ---------- | ------- | ---------------- | -------------- |
| 500 meter  | 34,47   | 3 december 2021  | Salt Lake City |
| 1000 meter | 1.07,63 | 5 december 2021  | Salt Lake City |
| 1500 meter | 1.48,91 | 19 maart 2017    | Calgary        |
| 3000 meter | 4.01,22 | 28 februari 2015 | Hamar          |
| 5000 meter | 7.17,44 | 9 februari 2014  | Hamar          |

(laatst bijgewerkt: 1 januari 2025)

## Resultaten
| Jaar | EK Sprint                | WK Sprint                | WK Afstanden           | Olympische Spelen  | WK Junioren                                |
| ---- | ------------------------ | ------------------------ | ---------------------- | ------------------ | ------------------------------------------ |
| 2014 |                          |                          |                        |                    | 17e 500m 20e 1000m 30e 1500m               |
| 2015 |                          |                          |                        |                    | 8e 500m 18e 1000m 17e 1500m DNF massastart |
| 2016 |                          |                          |                        |                    | 7e 500m 9e 1000m                           |
|      |                          |                          |                        |                    |                                            |
| 2018 |                          | 14e (16e, 13e, 16e, 17e) |                        | 28e 500m 32e 1000m |                                            |
| 2019 | · (, 5e, 6e, 10e)        | DQ (14e, 17e, DQ, -)     | 19e 500m DQ teamsprint |                    |                                            |
| 2020 |                          | 17e (17e, 23e, 18e, 21e) |                        |                    |                                            |
|      |                          |                          |                        |                    |                                            |
| 2022 |                          | 12e (15e, 10e, 13e, 11e) |                        |                    |                                            |
| 2023 | 10e (10e, 17e, 8e, 10e)  |                          | teamsprint             |                    |                                            |
| 2024 |                          | 24e (26e, 23e, 24e, 24e) | teamsprint             |                    |                                            |
| 2025 | 13e (12e, 13e, 13e, 12e) |                          | 4e teamsprint          |                    |                                            |